# محمد جانلو (أرشق)
محمد جانلو (بالفارسية: محمدجان لو) هي منطقة سكنية تقع في إيران في قسم أرشق الشرقي الريفي. يقدر عدد سكانها بـ 90 نسمة .